# Sarcophaga gorokaensis
Sarcophaga gorokaensis är en tvåvingeart som beskrevs av Sugiyama, Shinonaga och Tadao Kano 1988. Sarcophaga gorokaensis ingår i släktet Sarcophaga och familjen köttflugor. Inga underarter finns listade i Catalogue of Life.